# Ruta dels vins d'Alsàcia

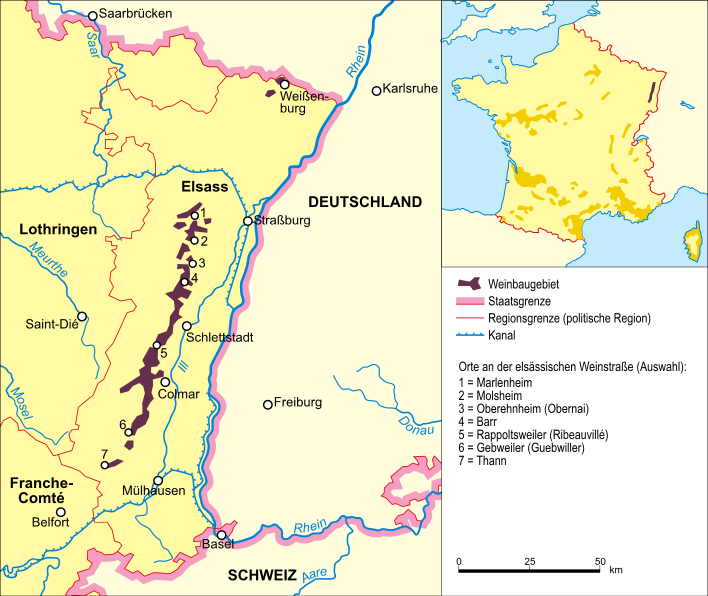
Distribució de la vinya a Alsàcia

La Ruta dels vins d'Alsàcia (en francès Route des Vins d'Alsace) és una ruta turística a través de les principals zones vitícoles de la regió d'Alsàcia. Té una longitud d'uns 170 km entre Marlenheim al nord i Thann al sud, passant per Colmar considerada com la capital del vi d'Alsàcia.
La ruta és allargada, de nord a sud, situada en els primers pendents entre la plana del Rin i el massís dels Vosges. Al marge dret del riu transcorre de forma paral·lela la ruta del vi de Baden.
Al llarg de la ruta es poden visitar les vinyes per 39 senders senyalitzats, però tancats durant el període de verema. Nombrosos cellers tenen les portes obertes per la visita, degustació i venda. Als pobles són típics els winstubs, tavernes de vi. Al llarg de l'any se celebren diverses festes i fires al voltant del vi.
De nord a sud la ruta travessa els següents municipis: 
- Marlenheim
- Wangen. El primer diumenge després del 2 de juliol se celebra la festa de la font (fête de la fontaine) on el vi raja gratuïtament per la font del poble.
- Westhoffen
- Traenheim
- Bergbieten
- Dangolsheim
- Soultz-les-Bains
- Avolsheim
- Molsheim. El segon cap de setmana d'octubre se celebra la festa del raïm.
- Rosheim
- Boersch
- Ottrott.
- Obernai. Festa de la verema el tercer diumenge d'octubre. Sender vitícola de Schenkenberg de 3,6 km.

- Bernardswiller
- Heiligenstein

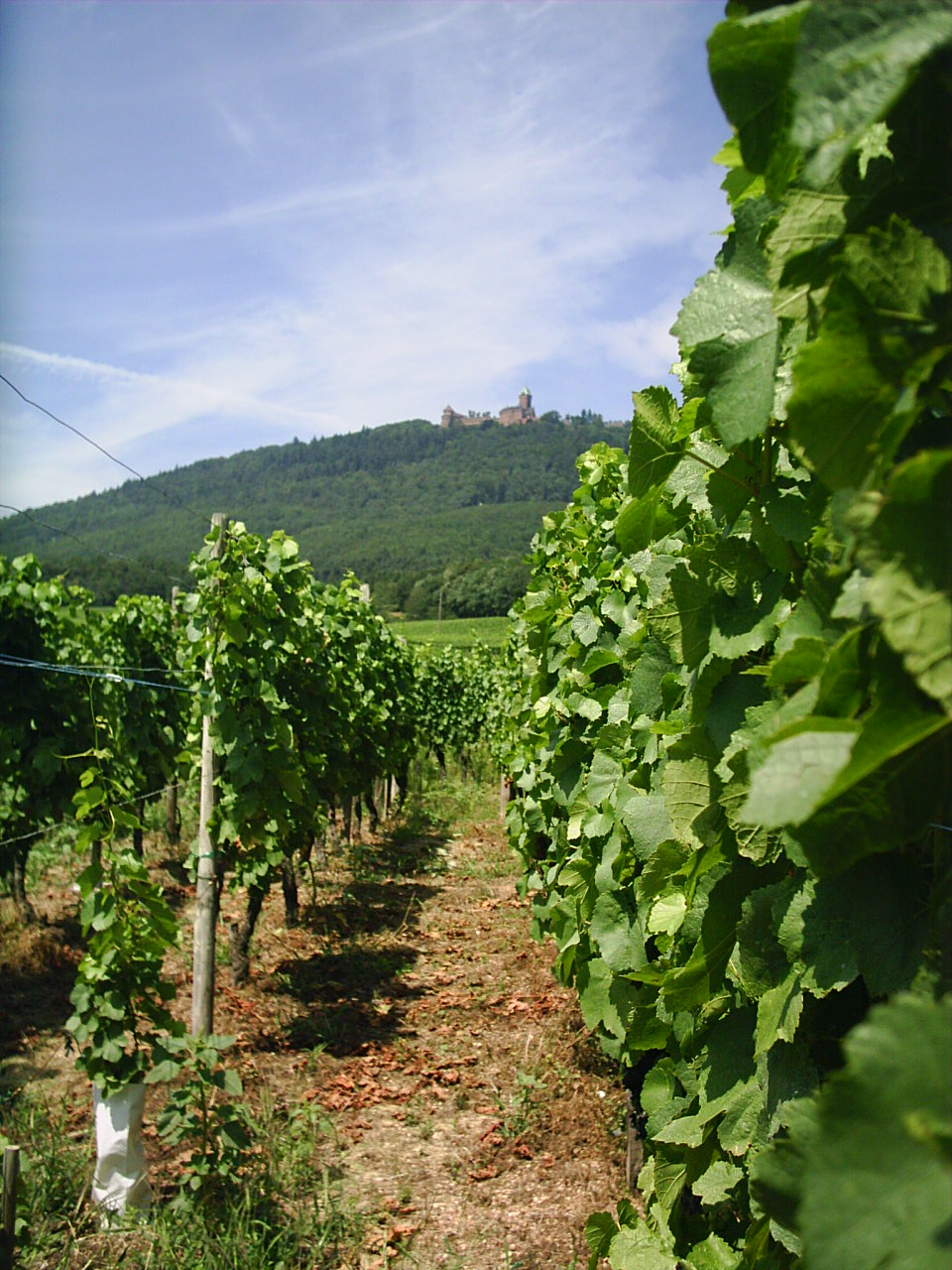
Vinyes a Bernardswiller

- Barr. Fira anual dels vins, al voltant del 14 de juliol.
- Mittelbergheim
- Andlau. Disposa de tres grand cru: Kastelberg, Wiebelsberg i Moenchberg.
- Itterswiller
- Nothalten
- Blienschwiller
- Dambach-la-Ville
- Scherwiller

- Châtenois
- Kintzheim
- Orschwiller

- Saint-Hippolyte
- Rodern
- Rorschwihr
- Bergheim

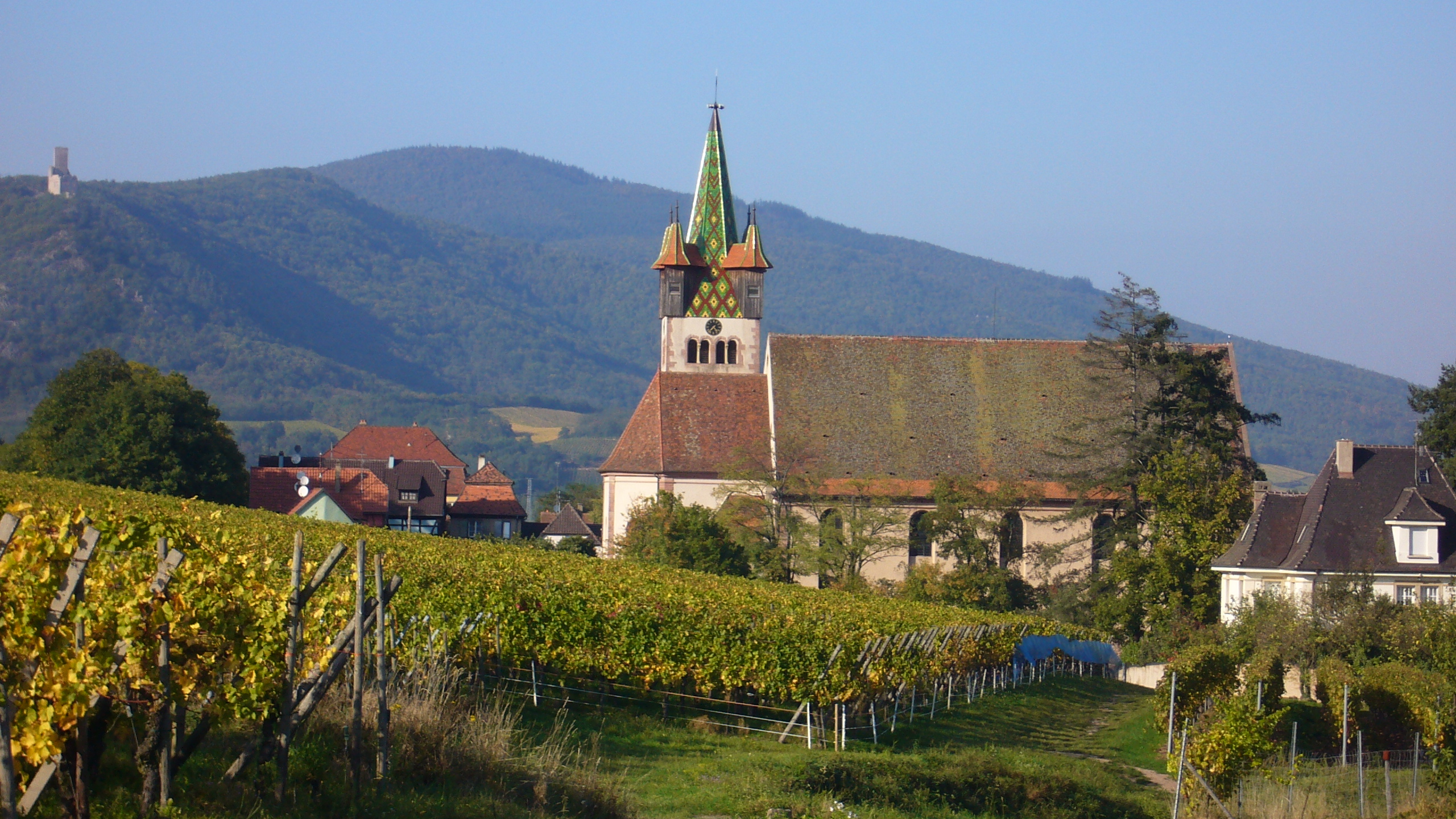
Vinyes a Châtenois

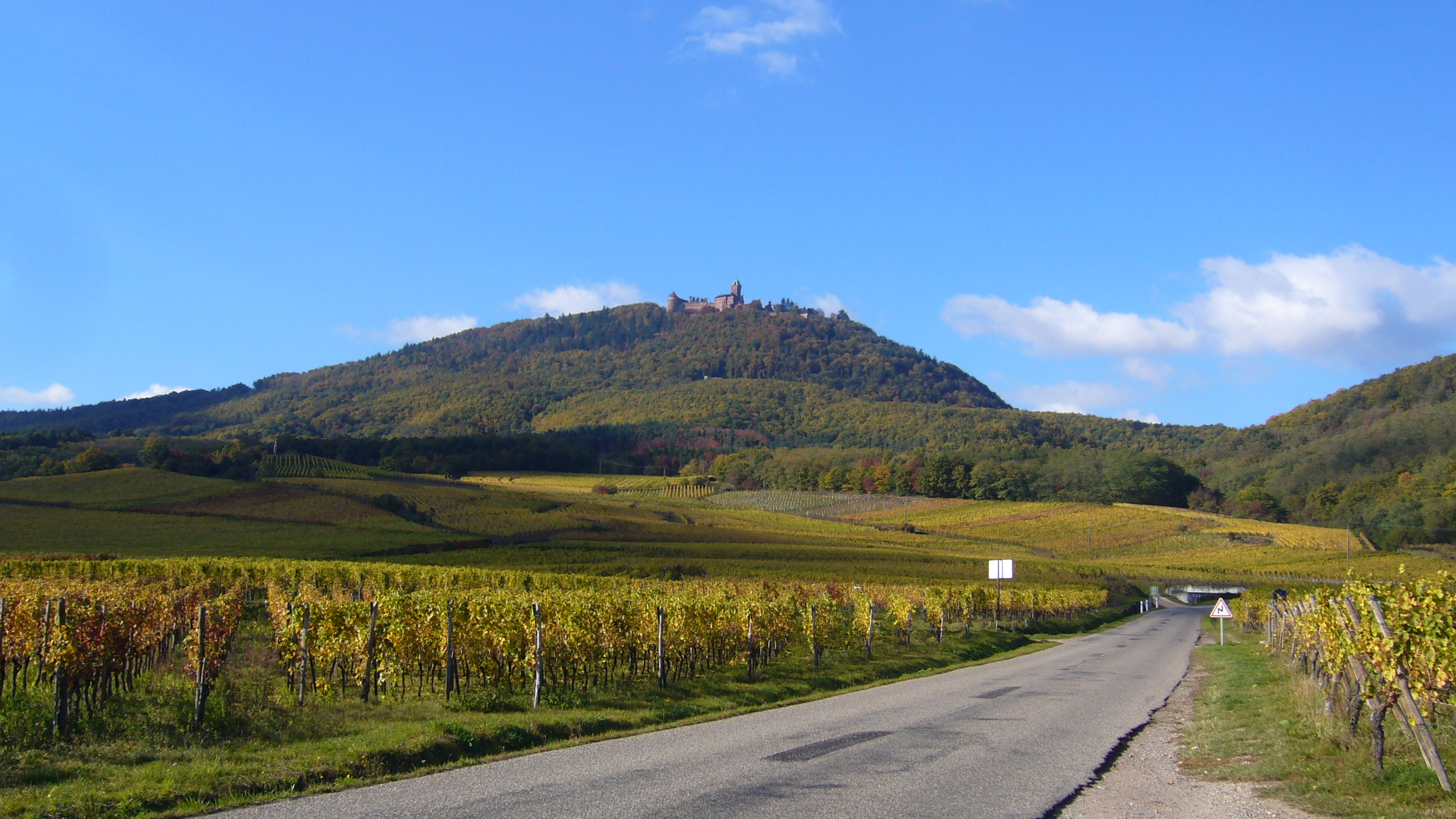
Vinyes a Saint-Hippolyte. Al fons el castell Haut-Koenigsbourg

- Ribeauvillé. Fira de vins el cap de setmana després del 14 de juliol. Disposa de tres grand cru: Geisberg, Kichberg de Ribeauvillé i Osterberg.
- Hunawihr
- Zellenberg
- Riquewihr
- Beblenheim
- Mittelwihr
- Bennwihr
- Sigolsheim
- Kientzheim. Museu de la Vinya i dels Vins d'Alsàcia, i diversos cellers de degustació.

- Kaysersberg
- Ammerschwihr
- Ingersheim
- Niedermorschwihr

- Turckheim

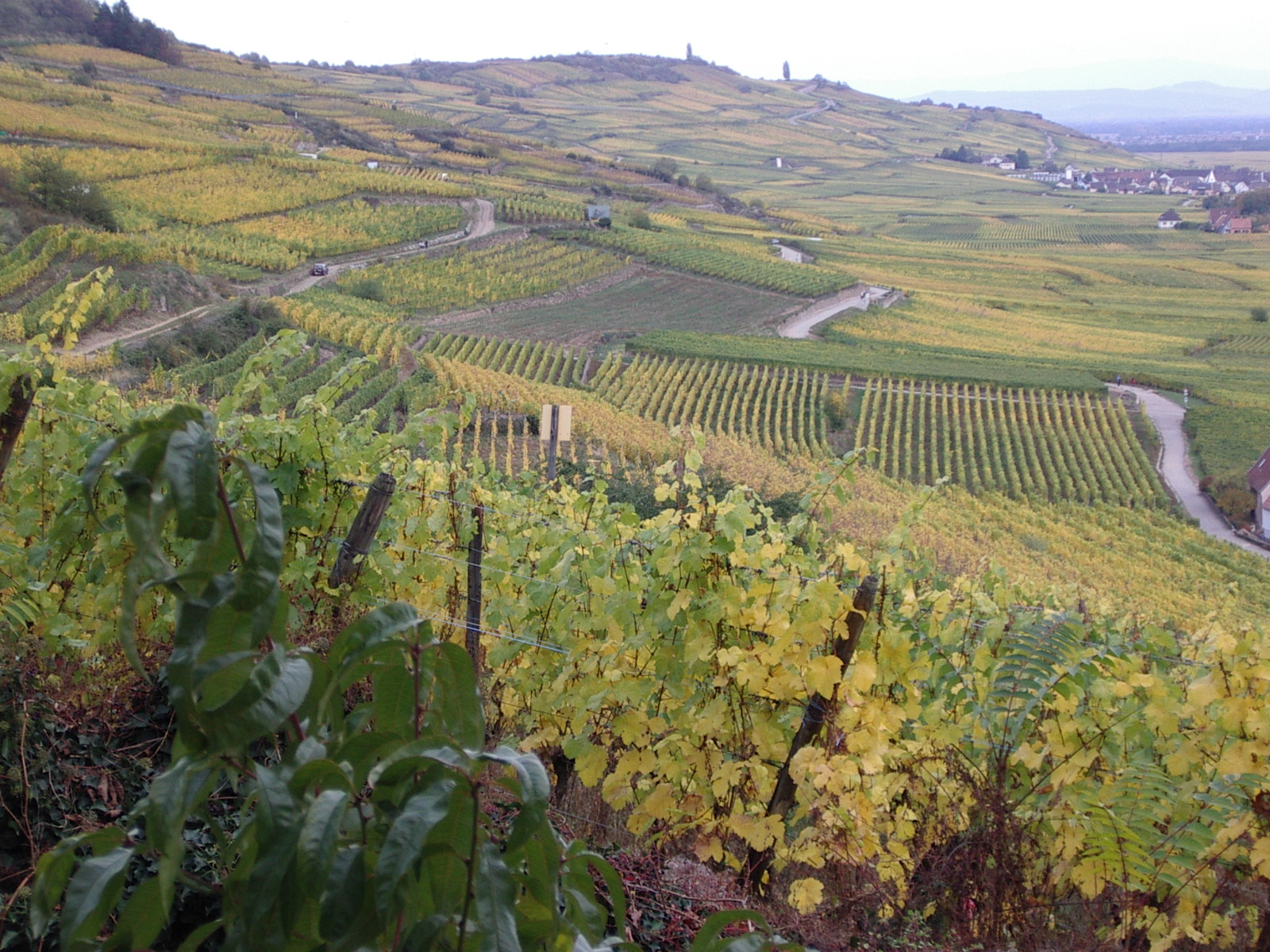
Vinyes a Kaysersberg

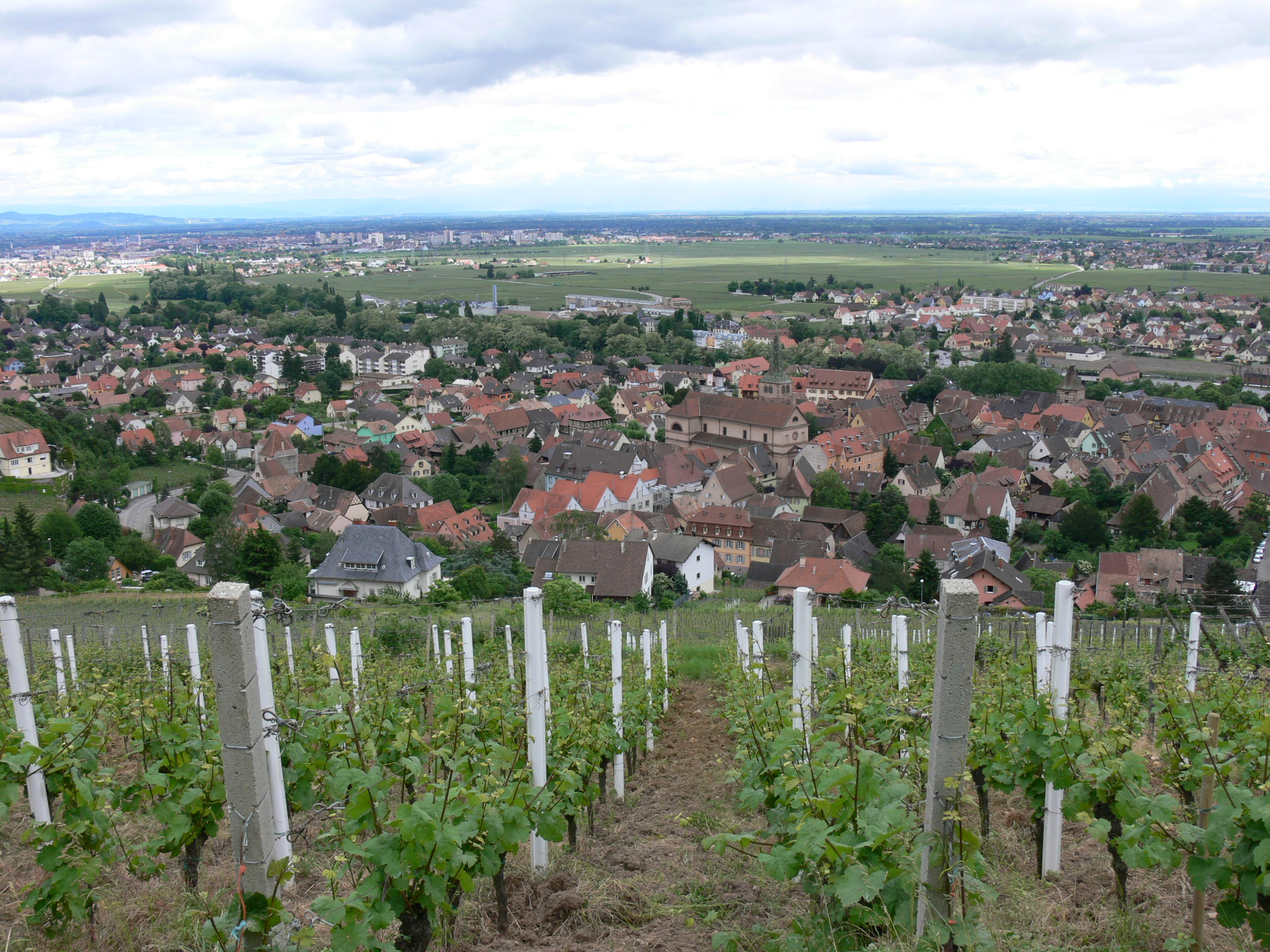
Vista de Turckheim des de les vinyes

- Colmar. La Maison des vins d'Alsace és la seu del Comitè Interprofessional dels Vins d'Alsàcia (CIVA), a més d'altres organitzacions vitícoles.
- Wintzenheim
- Wettolsheim. Reivindica l'honor de ser el primer lloc on els romans van plantar vinyes a Alsàcia. Celebra la festa del vi l'últim cap de setmana de juliol.
- Eguisheim. Un dels primers llocs de vinya a Alsàcia, té 300 ha plantades i dos grand cru: Eichberg i Pfersigberg.
- Husseren-les-Châteaux
- Voegtlinshoffen
- Obermorschwihr
- Hattstatt
- Gueberschwihr
- Pfaffenheim
- Rouffach
- Westhalten
- Soultzmatt. Té el grand cru més elevat d'Alsàcia, a 420 m: Zinnkoepfle.
- Orschwihr
- Bergholtzzell
- Bergholtz
- Guebwiller. Fira de vins el dijous d'Ascensió. Disposa de quatre grand cru: Spiegel, Kessler, Kitterlé i Saering.
- Soultz-Haut-Rhin
- Wuenheim
- Cernay
- Vieux-Thann
- Thann